# The Mystery of the Sealed Art Gallery
The Mystery of the Sealed Art Gallery è un cortometraggio muto del 1914. Non si conosce il nome del regista del film prodotto dalla Edison.
Dodicesimo corto della serie Edison a un rullo The Chronicles of Cleek.

## Produzione
Il film fu prodotto dalla Edison Company.

## Distribuzione
Distribuito dalla General Film Company, il film - un cortometraggio in una bobina - uscì nelle sale cinematografiche degli Stati Uniti il 27 ottobre 1914.